# Киров (атомен крайцер, 1977)
Киров (на руски: Киров) е червенознаменен тежък атомен ракетен крайцер (ТАРК). Главен кораб на проекта 1144 „Орлан“. От 1992 г. до 2002 г. носи името „Адмирал Ушаков“. През 2002 г. е изваден от състава на флота, отписан от флота, утилизира се.

## Строителство
- На 26 март 1973 г. в Балтийския завод е започнато строителството на първия кораб на проект 1144 – тежкия атомен ракетен крайцер (ТАРКР) „Киров“
- Спускането на вода е на 27 декември 1977 г.
- На 30 декември 1980 г. крайцерът е предаден на флота.

## История на службата
- 1984 г. – първи боен поход в Средиземно море.
- На 18 май 1984 г., по време на инцидент с взрив на складове с боеприпаси в Североморск, остава в залива – за разлика от останалите кораби на базата, за да може в случай на старт на ракети от горящия склад в посока града или атомния ракетен подводен крайцер, намиращ се на причала, да ги свали със средствата на корабната ПВО.[5]
- При влизане в Колския залив става авария с редуктора на главния турбозъбчат агрегат (ГТЗА № 1), когато командващият ЧСФ Громов лично чрез ръчката на телеграфа на ходовия мостик дава „пълен назад“. Придвижва се на ГТЗА № 2, носовият е разсъединен от валопровода при звукоизолиращата муфа. В ПД-50 е разрязано дъното и е изваден 200-тонният планетарен редуктор на стапела, който е изпратен за ремонт на Кировския завод. След ремонта разрязването в ПД-50 е повторено, редукторът е качен, изпълнено е неговото центриране по белези и оптика.[6]
- На 7 април 1989 г., след спешната заповед да се насочи към мястото на аварията на К-278 „Комсомолец“, дава максималния възможен ход от 33,5 възела (повече, отколкото на изпитанията) при 100% мощност на ЕУ.[7]
- През 1990 г. „Киров“ е върнат от БС2 по причина констатиран газов теч на първия контур на носовия реактор КН-3, който е отстранен с пристигането му на 7-ми причал. В останалата си част корабът е изправен, но е изваден в резерва 2-ра категория поради липса на средства. В крайна сметка от 1991 г. крайцерът повече не излиза в морето.
- През 1992 г. е преименуван на ТАРКР „Адмирал Ушаков“ в чест на адмирал Фьодор Ушаков.
- През 1999 г. корабът е поставен за модернизация в Северодвинск.
- В периода 2000 – 2001 г. е започнат среден ремонт с модернизация.[3]
- През 2002 г. крайцерът е изваден от състава на флота,[3] а през 2004 г., когато името „Адмирал Ушаков“ е присвоено на ескадрения миноносец „Безстрашний“, на крайцера е върнато името „Киров“.
- По състояние към 2008 г., е предназначен за утилизация.[8]
- По състояние към 2009 г., по заявление на 1-вия заместник на министъра на отбраната на РФ Владимир Поповкин, решение за възстановяването на ТАРКР „Киров“ не е прието.[9]
- През 2011 г. е планирана пълната модернизация на крайцера според програмата за развитие на ВМФ. Влизането в строй се планира не по-късно от 2020 г.[10][11]
- През есента на 2012 г. в обществената интернет приемна на заместник-председателя на правителството на РФ Дмитрий Рогозин постъпва обръщението:

| „ | Уважаеми Дмитрий Олегович! Към Вас се обръщат хиляди хора, служили по различно време на атомния крайцер „Киров“, който в настоящия момент стои на кея в гр. Северодвинск. През 2009 г. ние се обърнахме към Президента на РФ с молбата да ни разясни последващата съдба на кораба... Няма да Ви отегчаваме с военната терминология за предназначението на атомните крайцери от дадения проект, а с две думи ще кажем: атомният крайцер е мощта на флота и престижа на нашата страна! Уважаеми Дмитрий Олегович! Помогнете на нас (и на страната!) да се спаси нашият крайцер! Председател на съвета на ветераните от атомния крайцер „Киров“, В.Р., Секретар на съвета – Б.П. Отговор: Крайцерът „Киров“ (понастоящем „Адмирал Ушаков“) е върнат в състава на Военноморския флот. Води се разработката на проекта за модернизацията на корабите от този тип. | “ |
| Ответы на письма в Военно-промышленной комиссии при Правительстве России и в департаментах аппарата Правительства. | |   |

- През декември 2013 г. у специалистите на Центъра по корабостроене на „Звёздочка“ се появява мнение за необходимостта от спешна утилизация на активната зона на крайцера.[13][14][15][16]
- По съобщение на прессекретаря на Центъра по кораборемонт на „Звездочка“, Евгений Гладишев от 9 юни 2014 г., ТАРКР „Адмирал Ушаков“ ще започне да се утилизира не по-рано от 2016 г. В бюджета на корпорацията „Росатом“ за 2015 г. е включена сума, която се планира да бъде за разработката на проектната документация за утилизацията на ТАРКР „Адмирал Ушаков“. Отработеното ядрено гориво от него не е изваждано, но от специалистите на „Звездочка“ са проведени работи по херметизация на опасната реакторна зона.[4][17]
- На 25 април 2015 г. на крайцера се състои церемонията за тържествено издигане на Андреевския флаг, посветена на 34-та годишнина от влизането на крайцера в състава на ВМФ.[18]
- През август 2015 г. е прието окончателното решение за утилизация на крайцера.[19] Конкурс за разработката на проект за утилизация на крайцера обявява корпорацията „Росатом“. Съгласно конкурсната документация, проектът по утилизация на кораба трябва да е готов до 30 ноември 2016 г. Отработеното ядрено горивото (ОЯГ) трябва да се извади в ЦК „Звёедочка“ за сметка на средства от Италия.[20]

## Командири на кораба
1. Капитан 1-ви ранг – Александър Сергеевич Ковалчук (1976 – 08.1984)
2. Капитан 1-ви ранг – Сергей Владимирович Лебедев (1984 – 1989)
3. Капитан 1-ви ранг – Владимир Иванович Рогатин (1989 – 1991)
4. Капитан 1-ви ранг – Леонид Викторович Суханов
5. Капитан 1-ви ранг – Олег Анатолиевич Ширнин (1994 – 1996)
6. Капитан 1-ви ранг – Сергей Борисович Попов (1996 – 2000)
7. Капитан 1-ви ранг – Александр Сергеевич Фадеев (2001 – 2004)
8. Капитан 1-ви ранг – Павел Кравченко (2004 – 2005)
9. Капитан 1-ви ранг – Андрей Леонидович Черненко (2005 – 2010)

## В масовата култура
- Появява се в съветския филм „Случаят в квадрат 36 – 80“ (1982 г.)
- Споменава се в романа на Том Кланси „Операция „Червена буря““. В хода на Третата световна война, през 1986 г., излиза в Атлантика на лов за конвои и е потопен от норвежка подводница.
- Атомният ракетен крайцер „Киров“ се споменава в телевизионния филм „Нишки“, заснет от режисьора Мик Джексън за Би Би Си през 1984 г. По съобщение на BBC, „Киров“ се сблъсква в Ормузския пролив с американския разрушител „Калахан“ (USS Callaghan (DDG-994[~ 1])) по време криза, довела до ядрена война.
- Намира се в центъра на вниманието в серията книги на Джон Шетлер „Киров“. Съгласно тях, в периода 2017 – 2021 г. корабът претърпява тотална модернизация, за която са използвани за резервни части трите други крайцера от проект 1144, и е направен флагман на Северния флот. В хода на първите ракетни стрелби, „Киров“, поради неизвестна аномалия, попада в миналото – през август 1941 г., където провокира промяна на историята, започвайки своето дълго пътешествие в различните времена и алтернативни реалности.
- Появява се в 1 сезон на американският постапокалиптичен драматичен телевизионен сериал „Последният кораб“.

## Интересни факти
- В късните съветски години (1986 – 1991 г.) екипажът на крайцера поддържа двустранни шефски отношения с колектива на алматинския ЦУМ[21].

## Коментари
1. ↑  Буквите показват принадлежността към определен класː ВВ – линкор, СС, CL, СА – съответно линеен, лек или тежък крайцер, CV – самолетоносач, DD – разрушител, SS – подводница и т.н.